# Sassoferrato
Sassoferrato település Olaszországban, Marche régióban, Ancona megyében. Lakosainak száma 6841 fő (2023. január 1.). Sassoferrato Arcevia, Fabriano, Genga, Serra Sant’Abbondio, Pergola, Costacciaro és Scheggia e Pascelupo községekkel határos.

## Népesség
A település lakossága az elmúlt években az alábbi módon változott:
| Lakosok száma | 7177 | 7104 | 6841 |
|               | 2017 | 2018 | 2023 |